# Elthenus modestus
Elthenus modestus är en insektsart som beskrevs av Jacobi 1928. Elthenus modestus ingår i släktet Elthenus och familjen Eurybrachidae. Inga underarter finns listade i Catalogue of Life.